# Gilia modocensis
Gilia modocensis är en blågullsväxtart som beskrevs av Alice Eastwood. Gilia modocensis ingår i släktet gilior, och familjen blågullsväxter. Inga underarter finns listade i Catalogue of Life.